# Jón Loftsson (abad)
Jón Loftsson (también citado como Jón Ljótsson, m. 1224) fue un abad del monasterio de  Þykkvabæjar, Islandia, en el siglo XIII. Fue tercero en el cargo. Asumió la responsabilidad después de que su antecesor Guðmundur Bjálfason murió o renunció en 1197. Fue ordenado sacerdote en 1198 y ocupó el cargo de abad hasta 1221 cuando renunció y fue sustituido por Hallur Gissurarson. A la muerte de Ketill Hermundarson, Hallur fue elegido sucesor del monasterio de Helgafell por su hermano, el obispo Magnús Gissurarson. Entonces Jón continuó como abad en Þykkvabær; tras su muerte en 1224, Hallur regresó al monasterio. 